# Sranan jezik
Sranan jezik (sranan tongo, surinaams, surinamski kreolski engleski, surinamski, taki-taki; ISO 639-3: srn), jedan od 17 jezika koji se govore u Surinamu, uglavnom u Paramaribu i duž obale. Njime se služi oko 120 000 u Surinamu (1993) i nekoliko tisuća na Arubi, Nizozemskim Antilima i Nizozemskoj; ukupno 126 400 govornika. Jezik šire komunikacije kojim kao kao drugim jezikom govori 300 000 osoba (lingua franca).
Pripada surinamskoj podskupini na engleskom baziranih atlantskih kreolskih jezika.

## Vanjske poveznice
- Ethnologue (14th)
- Ethnologue (15th)